# سيلفا ماركيز
سيلفا ماركيز (11 مارس 1905 بالبرتغال - ) هو لاعب كرة قدم برتغالي في مركز الهجوم. شارك مع منتخب البرتغال لكرة القدم. أما مع النوادي، فقد لعب مع نادي بيلينينسش.

## وصلات خارجية
- سيلفا ماركيز على موقع عالم كرة القدم.نت (الإنجليزية)